# Viltuški gospodje
Viltuški gospodje, (nem.: Herren von Wildhaus) tudi von Wildhausen, de Wilthusen, Wilthosen, Wilthovsen, po gradu Viltuš ob Dravi blizu Maribora ob cesti proti Dravogradu, so bili štajerska ministerialna plemiška rodbina (ministeriali deželnega kneza), ki so bili stranska veja gospodov Mariborskih.
Njihovi fevdi so se nahajali v Podravju in Podravinju na Štajerskem. Med leti 1193 in 1220 se v pisnih virih brata Ulrik I. in Gotfrid I. Mariborska omenjata kot vazala štajerskega vojvode oz. deželnega kneza, ki imata v fevdu šentpavelsko posest in grad Viltuš, ki je bil najbrž postavljen pred letom 1192. Rodbina je dokumentirana od začetka 13. stoletja do 1471, ko je viltuška veja izumrla. 

## Zgodovina
V virih iz 13. do srede 15. stoletja najdemo različne pripadnike rodbine Viltuških še največkrat vpletene v zadeve šentpavelskega samostana, saj je bil grad Viltuš zgrajen na šentpavelski zemlji. Nekoliko redkeje jih najdemo tudi v spremstvu in med pričami štajerskih vojvod. Viltuški pa so imeli od Šentpavla tudi druge posesti.

## Politično delovanje Viltuških v 13. stoletju
Kljub temu, da so bili pripadniki rodbine Viltuških v tesnem sorodu z gospodi Mariborskimi, jih v začetku 13. stoletja po politični moči še zdaleč niso dosegali. V naslednjem stoletju so oni malce pridobili na moči, vendar jih lahko v začetku 13. stoletja označimo za pomembne le na lokalni ravni. Na začetku stoletja so Viltuški še zelo očitno delovali pod okriljem avstrijsko-štajerskega vojvode Leopolda VI. Ulrika I. in Gotfrida I. v Leopoldovem spremstvu najdemo leta 1209, ko je ta v Mariboru izdajal obnovitveno listino za jurkloštrski samostan. Med pričami v tem primeru ne najdemo nikogar, ki bi se imenoval po Mariboru, brata se namreč omenjata kot Viltuška. V prvih letih vladavine Leopoldovega sina Friderika II. Babenberškega Prepirljivca (1230–1246) pripadnikov viltuške rodbine ne zasledimo v njegovi bližini. V četrtem in prvi polovici petega desetletja 13. stoletja po drugi strani pripadnike Viltuških in Mariborskih najdemo v listinah, ki se tičejo šentpavelskega in vetrinjskega samostana ter oglejskega patriarhata.
V petdesetih letih 13. stoletja so Viltuški znali hitro spreminjajoče se razmere prav dobro obrniti v svojo finančno korist. Tako so nekateri štajerski plemiči poleti 1252 Filipu Spanheimskemu (oziroma njegovemu očetu Bernhardu) pomagali v boju proti grofom Goriškim. Filip Spanheimski je »za pomoč na poti za obrambo koroške dežele in trdnjave Sachsenburg« (tu je očitno šlo za bojni pohod) denarno nagradil Alberta I. Viltuškega in Ulrika II. Mariborskega. Filip je svojima zaveznikoma dal (oziroma očitno le obljubil) 64 mark srebra dunajske teže. Brat omenjega Alberta I. Viltuškega Henrik II. Viltuški je bil poročen z Gertrudo Rogaško, katere sestra Zofija je leta 1245 ustanovila studeniški samostan. V listini za studeniški samostan iz leta 1263, ki jo je izdala Zofija Rogaška, Henrika Viltuškega (skupaj z Otonom Kunšperškim, ki je bil mož njene sestre Rikarde) imenuje svojega svaka. Viltuški sorodnik Ditrik, kot je sklepati, svak omenjene Gertrude Rogaške je bil septembra leta 1253 izvoljen za krškega škofa. Pri novopečenem škofu Ditriku gre za brata Alberta I. Viltuškega in Ulrika II. Mariborskega, ki jima je isti nadškof (Filip), še dobro leto pred tem plačeval za pomoč pri obrambi dežele svojega očeta. Očitno je torej, da so bili Mariborski in Viltuški v zgodnjih petdesetih letih 13. stoletja, ko v štajerski deželi ni bilo jasno, kdo je pravi gospodar, vojaško in politično trdno na strani koroške vojvodske rodbine. Brata Albert II. in Henrik III. Viltuška sta se leta 1259 udeležila štajerskega deželnega zbora na Ptuju. Po razpoložljivih podatkih Viltuškim po habsburškem prevzemu oblasti na Štajerskem ni uspelo prodreti med najvplivnejše rodbine v vojvodini. Šele konec osemdesetih let 13. stoletja najdemo Henrika IV. Viltuškega (tik ob sorodniku Ulriku IV. Mariborskem) med pričami v neki listini Ortolfa iz Grebinja. Naslednjič se Viltuška pojavita kot priči v listini iz maja 1288 iz Ptuja, v kateri priča vrsta štajerskih in koroških odličnikov, med drugim oba brata Viltuška (Heinrich unt Albreht, die Wilthavser).

## Politično delovanje Viltuških v 14. stoletju
Konec 13. stoletja se je rodbina začela posestno nekoliko krepiti. Že leta 1263 se je Zofija Rogaška odpovedala svojemu deležu na gradu Štatenberg, ki je bil tedaj v lasti Rogaških. Svoj delež je med drugimi prepustila Henriku II. Viltuškemu. Po izumrtju Rogaških konec leta 1299 so si Viltuški pridobili ves grad. Viltuški so ga posedovali do leta 1385, ko ga je podedoval Hugo Devinski. Viltuški so s Štatenbergom razširili konjiško gospostvo. Tega so nekje pred letom 1339 izgubili gospodje Konjiški in se bili prisiljeni preseliti na gradič Jamnik pri Zrečah, ki je bil viltuški fevd. Svoj delež konjiške posesti so leta 1312 Viltuškim prodali tudi Liechtensteinski. Nekje po letu 1309 so Viltuški (po izumrtju Freudenberških) pridobili še njihovo posest, deželni knez pa jim je podelil v zastavo še Marenberg. Leta 1325 je po smrti Hartnida IV. v moški liniji izumrla rodbina Wildonskih. Hartnidova posest Ivnik (Eibiswald tik nad današnjo avstrijsko-slovensko mejo) ter zemljišča okoli Cmureka in Ljutomera so pripadla Hartnidovi hčeri Neži, soprogi Alberta III. Viltuškega. Viltuška rodbina se je na prelomu iz 13. v 14. stoletje torej znatno posestno okrepila, poleg tega pa se je eden izmed članov rodbine ponovno dokopal do funkcije krškega škofa. Ulrik III. je mesto zasedal od leta 1345 do smrti avgusta 1351.
Kljub temu, da so Viltuški v prvih letih 14. stoletja vedno znova pridobivali nova posestva, se na plemiški družbeni lestvici niso prebili na vrh, kar je iz ohranjenih virov očitno. Viltuški so na območju današnje slovenske Štajerske lokalno še zmeraj igrali razmeroma pomembno vlogo – v lokalno pomembnih listinah so med pričami (ponavadi) zasedali prva mesta ali pa so te listine celo pečatili. Po drugi strani jih v spremstvu štajerskih vojvod najdemo zelo redko. Henrika IV. in Albrehta III. Viltuška tako februarja 1312 najdemo v Gradcu, kjer pričata v dveh listinah šentpavelskega opata Verianda in avstrijsko-štajerskih vojvod Friderika in Leopolda Habsburških.
Kot pomembnejše pripadnike rodbine lahko štejemo Alberta II., Henrika II. ter Henrika III. Ti so se v splošnem obnašali popolnoma enako kot njihovi stanovski sodobniki. Dedovanje rogaških, konjiških in wildonskih posesti pa ni zadostovalo, da bi rodbini uspel velik politični preboj. V družbi najpomembnejših štajerskih plemičev so bili v času habsburške pridobitve Savnije še zmeraj na repu, kar se v naslednjih desetletjih ni spremenilo. Rodbina se je sredi 14. stoletja razdelila na konjiško in viltuško vejo. Medtem ko je bilo konjiške veje konec že pred koncem stoletja, je viltuška izumrla leta 1471.

## Posesti
- Viltuš/ Wildhaus bei Marburg  (zahodno od Maribora) (1185–1471),  sedež, Šentpavelski fevd

- Štatenberg (1299–1385), Štajerski deželnoknežji fevd
- Ivnik (1332–1345), Štajerski deželnoknežji fevd
- Grad Konjice  (1329–1385), Štajerski deželnoknežji fevd
- Grad Jamnik (1329–1385)
- Grad Radlje (1325–1360) v zastavi, Štajerski deželni knez
- Grad Zreče  (Freudenberg) (1337–1385), Krški fevd
- Grad Zbelovo  (Plankenstein) v najemu (1312–1393),